# اسلام عروس
اسلام عروس (انگلیسی: Islam Arous؛ زادهٔ ۶ اوت ۱۹۹۶) بازیکن فوتبال اهل الجزایر است.
وی همچنین در تیم ملی فوتبال الجزایر بازی کرده‌است.